# Розірване коло (Зоряний шлях)
Розірване коло (The Broken Circle) — перша серія другого сезону американського телевізійного серіалу «Зоряний шлях: Дивні нові світи». Сценарій епізоду написав Деві Перес; режисери Генрі Алонсо Майєрс і Аківа Голдсман. Перший показ відбувся 15 червня 2023 року.

## Зміст
«USS Enterprise» проходить планове технічне обслуговування та перевірку у космічному доці на Зоряній базі-1. Уна відправлена в «тимчасову відпустку», а Крістофер Пайк шукає спосіб лишити її на Зоряному флоті. Вони обоє намагалися зв'язатися з кимось із знайомих, хто міг би допомогти у справі Уни, але їх проігнорували. Пайк пропонує оприлюднити заслуги Уни, оскільки в Зоряному флоті не могли б ігнорувати її службовий список. Але Уна відмовляється, щоб Пайк не був переслідуваний за її помилку.
Командиром корабля на два тижні стає Спок. Пайк зустрічається зі Споком, який не в захваті від того, що він буде виконуючим обов'язки капітана на наступні дні. Спок зазначає, що їм все ще не вистачає головного інженера та начальника служби безпеки. Пайк зазначає, що його неприсутність мотивована допомогою Уні, і він просить Спока бути спокійнішим — йому навіть не доведеться залишати космічний док. Пропонуючи своєрідну людську терапію, М'Бенга передає Споку вулканську лютню — люди використовували музику, щоб направляти свої емоції. Коли Спок починає грати, його серцевий ритм сповільнюється, а потім різко прискорюється, коли медсестра Чапель приходить на чергування. Чапель хоче надалі вчитися на курсі археологічної медицини.
На містку Ортегас і Мітчелл спостерігають за роботою інспекторів. Мітчелл скаржиться, що на борту було більше інспекторів, ніж екіпажу. Один інспектор критикує «дуже нерегулярне» розташування штурвала, вказуючи на те, що кут і кут повороту були протилежними стандартним. Ортегас відповідає, що вона змінила їх. Інший інспектор підходить до станції зв'язку Ухури, і вона відбиває його побпжпння; він хоче встановити патч безпечного зв'язку. Але для цього потрібне перезавантаження системи, що вимкне їхні комунікації, навіть екстрені. Інспектор безтурботно зазначає, що вони були в космічному доку, цікавлячись, скільки викликів вони отримають. Дошка Ухури вмикається, і вона відмовляє інспектору, коли приходить виклик. Вираз її обличчя незабаром показує, що це не звичайний дзвінок. Начальниця служби безпеки Ла'ан Нуньєн-Сінг надсилає сигнал лиха з планети Каджитар-IV, на якій поперемінно працюють Федерація та клінгони.
Спок вирішує викрасти «Ентерпрайз» і полетіти на допомогу. У технічному відділі Мітчелл імітує витік теплоносія в камері змішування, щоб евакуювати екіпаж та інспекторів. Але один залишається на борту: головний інспектор, комендантка Пелія, яка йде на місток, щоб продовжити свою роботу. Вона вважає підозрілим, що в камері змішування, яку вона та її команда перевіряли три дні, раптово виникли проблеми. Як інженерний фахівець, вона знайома з ознаками прориву варп-ядра, викладаючи на цю тему в Академії Зоряного флоту. Погляд на комп'ютер дозволяє їй помітити симуляцію Мітчелл. Ревізорка Пелія викриває цей намір, але вирішує допомогти, знаючи, що вулканець не зробив би цього без надто вагомої причини.
Ухура по акценту здогадується — Пелія вантанітка. Зоряна база-1 намагається викликати їх, але Спок відповідає, що їм доведеться почекати, наказуючи Ортегас взяти курс на систему Каджітар. Спок замислюється, перш ніж просто сказати: «Я хотів би, щоб корабель полетів. Зараз». Екіпаж збадьорений, коли Ортегас приймає наказ, виводячи «Ентерпрайз» на варп.
На Каджитарі-IV Ла'ан змагається з клінгонами в поглинанні їхнього вина і розшуковує дані. Інший клінгон займає місце Кр'Дога, і Ла'ан кидає їй кілька кредитних фішок, кажучи, чого вона насправді хоче. Клінгон погоджується організувати зустріч із Грейнаксом, але попереджає, що він може не захотіти зустрічатися з Людиною. Ла'ан просить домовитися про зустріч цієї ночі. Коли клінгон йде, Ла'ан дивиться вгору й бачить М'Бенгу. Ла'ан пояснює прибулим з «Ентерпрайза», що торговці дилітієм задумали поновити війну між Федерацією та Клінґонською імперією, щоб підвищити попит. Лікар Джозеф М'Бенґа та медсестра Чапель проникають до шахт, де виявляють зореліт Федерації, захоплений клінґонами, який буде використано для провокації.
Зустрівшись зі Споком і Ухурою, Ла'ан визнає, що «вимикач детонації» при зустрічі з клінгонами був хитрістю. Ухура змогла розібрати дещо з того, що говорили клінгони, і те, що вони планували, було заплановано на наступний день. Вона запитує, чи варто їм контактувати Зоряний флот, але Спок вважає, що спершу їм потрібні надійні докази. М'Бенга і Чапель піднялися на борт корабля. М'Бенга починає лікування одного з клінгонів, визнаючи, що рівень шрамів від йонних опіків зазвичай був би занадто глибоким для лікування. Але генетична надлишковість клінгонів полегшила це. Він визнає, що лікував клінгонів раніше, пацієнт М'Бенги, Рор'Квег, вимагає повідомити, де. М'Бенга відповідає, що багато років тому він працював на місяці Дж'Гал - що, на думку Рор'Квега, є брехнею.
Отримавши подовжений час реакції від стимулятора, лікарі пробиваються через палуби корабля, заганяючи одного з клінгонів у турболіфті. М'Бенга вимагає повідомити, що планував синдикат, скільки їх було та який у них був захист. Клінгон спочатку не вражений, навіть коли М'Бенга намагається вибити з нього інформацію, оскільки він знає правила Федерації проти тортур. Знайшовши транспондер, М'Бенга може перепрограмувати його для надсилання простого повідомлення, але потрібен час, оскільки екстремісти починають наближатися до них. Чапель дає йому потрібний час, відбиваючись достатньо довго, щоб він міг надіслати повідомлення. Вони прямують на нижню палубу через панель доступу, шукаючи вихід з корабля. Але стимулятор починає втрачати вплив і Чапель полонять два клінгони. Лікар і медсестра виграють сутичку.
Клінгонський бойовий крейсер класу D7 прибуває в систему, і Спок оголошує червону тривогу. Ухура повідомляє — немає ознак, що крейсер їх помітив, це стандартне прибуття на орбіту. Ортегас упевнена, що корабель, який працює в режимі низької потужності в полі міжзоряного льоду та каміння з високим вмістом заліза, зробить його схожим на космічне сміття. Ла'ан виходить з поверхні планети по захищеному каналу, не знайшовши жодних слідів М'Бенги чи Чапель, і не маючи подальших підказок від своїх контактів у Розірваному колі.
Саме тоді корабель піднімається вгору і прямує на орбіту. Мітчелл ідентифікує це, можливо, як корабель типу «Кросфілд», який не міг би зрівнятися з крейсером Клінгонів. Вона також вловлює змінений сигнал транспондера, розшифровуючи повідомлення азбукою Морзе: «Ентерпрайз, знищи цей корабель». Ортегас керує «Ентерпрайзом» крізь поле астероїдів, поки корабель-вигнанець стріляє по ним. Спок тримає вогонь якомога довше, вважаючи, що М'Бенга та Чапель були захоплені екстремістами та послали сигнал. І, можливо, все ще перебувають на кораблі. Незабаром їх помічає корабель D7, який рухається на перехоплення. Спок віддає наказ випустити торпеди. Коли він це робить, М'Бенга запускає шлюз, і вони з Чапель викидаються у космос без скафандрів. Коли зореліт злітає, готуючись атакувати клінґонське судно, Спок наказує знищити зореліт. Джозеф і Крістін встигають вистрибнути в космос і їх телепортують на борт «Ентерпрайза».
Капітан Д'Чок вимагає пояснень, чому корабель Федерації ховався в їхній системі. Спок розповідає йому про корабель вигнанців, що Д'Чок вважає абсурдним. Він звинувачує їх у знищенні корабля-вигнанця, щоб прикрити власну невдачу перед обличчям «вищої сили» клінгонів. Спок викликає клінгонського капітана на вживання крововина. Повернувшись на борт «Ентерпрайза», Ейпріл дорікає Споку за те, що той діяв проти його чітких наказів і ледь не спричинив війну. Спок тихо просить адмірала знизити гучність голосу. Ейпріл розуміє, що Спок страждає від похмілля, що є результатом мирної угоди, укладеної з клінгонами, але зазначає, що все могло легко піти іншим шляхом.
Спок здобуває повагу від капітана врятованого судна, а командування знімає з нього звинувачення з огляду на користь для Федерації.
На Зоряній базі 1 коммодор Тафуне вважає, що Ейпріл занадто легко відпустила Спока. Але Ейпріл вказує, що він, можливо, просто допоміг запобігти необхідності Федерації захищати два фронти одночасно, знав він про це чи ні. Він вважає Спока одним із своїх найкращих, і якщо війна трапиться, їм знадобляться всі люди, яких вони зможуть знайти. Говорячи, він дивиться на свою карту, де видно можливу ідентифікацію об'єкта поблизу системи Галдонтер: бойовий корабель Горна.
Я чекав на тебе. Не смій помирати!

## Сприйняття та відгуки
На сайті «Rotten Tomatoes» епізод станом на липень 2024 року отримав 90 % оцінки 7 оглядачів.
В огляді «StarTrek.com» зазначалося: «У прем'єрному епізоді 2 сезону „Розірване коло“, сигнал лиха від лейтенанта Нуньен-Сінгх змушує Спока не підкорятися наказам і вивести USS „Enterprise“ та його екіпаж у спірний простір. Вони ризикують поновити бойові дії з клінгонами у спробі допомогти своєму напарнику.»
В огляді «Den of Geek» серію оцінено у 5 зірок з 5 та зазначено: «Коли перший сезон будь-якого серіалу такий же хороший, цілком природно запитувати, чи це була випадковість чи щасливий випадок. Хвилюватися про те, чи справді людям за лаштунками вдасться спіймати джина в пляшці вдруге. Або почати готуватися до якогось неминучого розчарування. Якщо „Розірване коло“ є чимось іншим, тоді, напевно, можна з упевненістю сказати, що це шоу залишається таким же захоплюючим і глибоким, як і раніше»
«TV Tropes» здійснює детальний розбір аналогій, неспівпадінь та недоречностей епізоду.
В огляді «TrekMovie.com» зазначено: «Другий сезон серіалу „Дивні нові світи“ розпочинається потужним епізодом, який глибоко заглиблюється в емоційні історії героїв. Сюжет про порятунок члена екіпажу та можливість розпочати війну — класичний „Зоряний шлях“. Можливо, це не один із тих надто частих „великих гойдалок“; однак шоу пішло на великий ризик, відсторонивши зірку серіалу Енсона Маунта разом і Ребекку Ромейн та передавши кермо подій Ітану Пеку й решті акторського складу. І цей ризик виправдав себе.»
На сайті «IMDb» станом на липень 2024 року епізод отримав 7.6 з 10 зірок схвалення при 4900 голосах.

## Знімались
| Актор             | Роль                    |
| ----------------- | ----------------------- |
| Енсон Маунт       | Крістофер Пайк          |
| Ітан Пек          | Спок                    |
| Джесс Буш         | Кристина Чапель         |
| Крістіна Чонг     | Лаан Нуньєн Сінгх       |
| Селія Роуз Гудінг | Нійота Ухура            |
| Бабс Олусанмокун  | Доктор М'Бенга          |
| Мелісса Навія     | Еріка Ортегас           |
| Ребекка Ромейн    | Номер Один              |
| Едріан Голмс      | Роберт Ейпріл           |
| Керол Кейн        | Пелія                   |
| Ізад Етемаді      | інспектор               |
| Ронг Фу           | Дженна                  |
| Емма Го           | Оріана                  |
| Ендрю Джексон     | Д'Гок                   |
| Алекс Кепп Горнер | комп'ютер "Ентерпрайза" |
| Кайл Касс         | Дог                     |
| Ноа Ламанна       | Джей                    |
| Чіганг Ма         | Ліліан                  |